# Via col... paravento
Via col... paravento è un film italiano di genere commedia del 1958, diretto da Mario Costa.

## Trama
Alberto Pompei, un giovane autore, si rivolge ad un impresario teatrale, Amilcare Quattrini, per tentare di portare in scena uno spettacolo di rivista basato su un suo copione originale, la cui interprete principale prevista è la soubrette Jeannette De Fleury. Riescono a convincere Pasquale, uno zio di Alberto, a finanziare l'impresa; ci riescono ma costui è oppresso dal carattere di sua moglie, Angelica; lei non ha molta stima del marito, paragonandolo continuamente al primo consorte, Zeffirino, deceduto tempo addietro. Pasquale, per giustificare le sue frequenti assenze da casa, le racconta di essere partito per un safari in Africa, ma in realtà si reca nel teatro dove si svolgono le prove dello spettacolo, gestito dal commendator Trifanti. Quest'ultimo non vuole Jeannette come interprete principale dello spettacolo, preferendo un nome di più sicuro richiamo, la famosa soubrette Cristina Ball. Ma il contratto con la quale è stata ingaggiata si rivela falso; mentre Alberto e Cristina si innamorano, il commendatore si ritira dall'affare, Pasquale rimane senza un soldo e, con un inganno, propone alla moglie di tirare fuori i soldi necessari camuffandolo come finanziamento per una rivista di caccia di prossima pubblicazione. Lei però non cede, neanche quando durante una seduta spiritica si presenta il sosia di Zeffirino, il marito defunto, che in realtà è un trovarobe teatrale amico di Amilcare. Si rivolgono dunque a Jack Mitraglia, un gangster rimandato in Italia come indesiderabile, ma costui si fa firmare una polizza di assicurazione sulla vita che in seguito pretende di incassare facendo fuori Pasquale. Sua moglie Angelica, però, riesce a scoprire l'inganno e fa irruzione in palcoscenico decisa a sabotare lo spettacolo. Il suo intervento, però, salva Pasquale dalle grinfie del gangster; quel fuori programma imprevisto viene preso come una trovata comica dal pubblico che, dapprima insofferente, ne decreta il successo.